# 金泰尔和洛恩公爵罗伯特·布鲁斯·斯图亚特
金泰尔和洛恩公爵罗伯特·布鲁斯·斯图亚特（英語：Robert Bruce Stuart, Duke of Kintyre and Lorne；1602年1月18日—1602年3月27日）是苏格兰国王詹姆斯六世和丹麦的安娜第三子。罗伯特·布鲁斯生于苏格兰法夫邓弗姆林宫。1602年5月2日，罗伯特受封为金泰尔和洛恩公爵、威尔顿侯爵、卡里克伯爵和安南达尔勋爵。可是他受封这些爵位仅仅25天便夭折，年仅四个月。死后，他的爵位断绝。他死在他出生的地方，并葬于邓弗姆林修道院。